# 彌加
弥加（?—?），东汉末年三國時期的東部鮮卑首領之一。
弥加和素利、厥機都是鲜卑的大人，在辽西郡、右北平郡、渔阳郡塞外，因为和东汉远隔初开始不为边患，但是他的部众多於轲比能。建安年间，通过阎柔向汉朝上贡，通商，曹操上表汉献帝请封弥加、素利、厥机为王。延康初年，弥加、素利各遣使献马。魏文帝立素利、弥加为归义王。